# Bombylius dolorosus
Bombylius dolorosus är en tvåvingeart som beskrevs av Samuel Wendell Williston  1901. Bombylius dolorosus ingår i släktet Bombylius och familjen svävflugor. Inga underarter finns listade i Catalogue of Life.